# کارما ۳۸۱۱
سیارک ۳۸۱۱ (به انگلیسی: 3811 Karma، نامگذاری:1953TH) سه هزار و هشتصد و یازدهمین سیارک کشف شده‌است که در ۱۳ اکتبر ۱۹۵۳ کشف شد.
قدر مطلق سیارک برابر ۱۱٫۷۰ است.